# اجزا آکورد

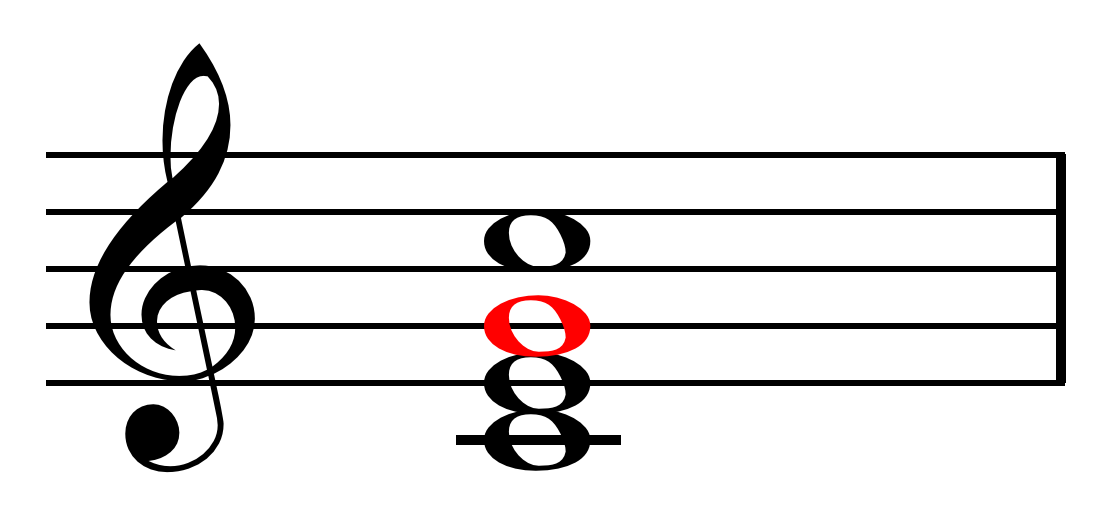
در این مثال نت سل (به رنگ قرمز) یکی از عوامل تشکیل دهندهٔ آکورد دو ماژور است

اجزا آکورد (انگلیسی: Factor) در تئوری موسیقی یک عامل یا یکی از اجزا تشکیل دهندهٔ آکورد است. پایه آکورد، سوم آکورد، پنجم آکورد، آکورد شش، هفتم آکورد، نهم آکورد، یازدهم آکورد و سیزدهم آکورد دارای فاصله‌ای کلی نسبت به تونیک هستند.
اجزا آکورد در هارمونی به همراه عواملی خارج از آکورد مانند نت‌های زینت، دارای تأثیری «مطبوع» یا «نامطبوع» هستند.
اجزا آکورد در مراحل مختلفی مورد توجه قرار می‌گیرند. یک آکورد دارای عوامل بسیاری در صدا دهندگی است. ممکن است بعضی از صداها در اکتاو دوبله شوند یا حذف شوند اما آکوردها همیشه دارای سه جز هستند.
در یک آکورد، هر گاه یکی از اجزا آکورد در پایین‌ترین بخش قرار گیرد، موقعیت آن را مشخص می‌کند. نت باس نشان می‌دهد که آکورد در وضعیت پایه، معکوس اول، دوم یا سوم است.
در نوعی هارمونی که از فواصل سوم تشکیل می‌شود، آکورد پیچیده‌تر، گسترش‌یافته و اجزا دیگری به آن اضافه می‌شود و تشکیل آکوردهای هفت، یازده و سیزده را می‌دهند.
|                                                         |  |                             |
| مثال از افزودن فاصلهٔ نهم، یازدهم و سیزدهم به اجزا آکورد |  | آکورد هفت به صورت معکوس سوم |